# Финансовый акселератор

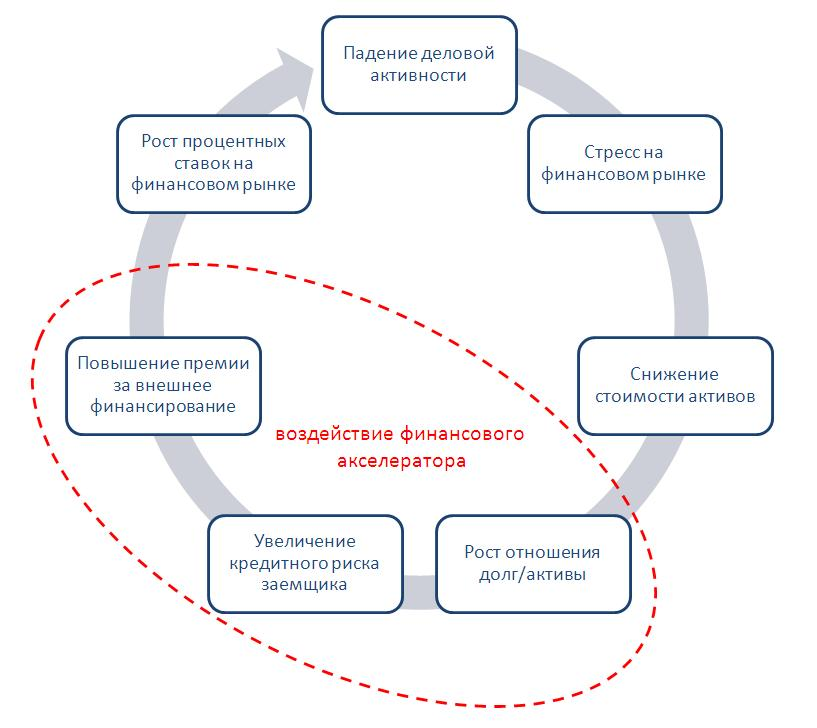
Влияние финансового акселератора: стресс на финансовом рынке приводит к ухудшению кредитоспособности заемщика и последующему росту премии за внешнее финансирование, которые, в свою очередь, вызывают новый цикл экономического спада

Финансовый акселератор (англ. financial accelerator) в макроэкономической теории описывает самоусиливающийся процесс, в ходе которого отрицательный шок в экономике, вызванный ухудшением конъюнктуры финансового рынка, усиливается, приводя к дальнейшему углублению экономического спада и возникновению обратной связи с состоянием финансового рынка.

## Происхождение идеи
Предпосылки гипотезы финансового акселератора можно встретить в теории «долг-дефляция», разработанной в 1933 году американским экономистом Ирвингом Фишером. Однако оригинальная гипотеза предложена коллективом американских экономистов во главе с Беном Бернанке в середине 1990-х годов .

## Внешнее финансирование и агентские издержки
Финансовый рынок далек от эффективного функционирования без сбоев и издержек. Несовершенства (frictions) финансового рынка не позволяют говорить о равенстве стоимости внутренних и внешних источников финансирования. Внешнее финансирование за счет привлечения кредитов или выпуска облигаций оказывается дороже, чем внутреннее финансирование за счет выпуска новых акций среди действующих собственников или капитализации прибыли. Объясняется это тем, что финансовые посредники несут агентские издержки (agency costs), связанные с анализом и отбором проектов, а также последующим мониторингом деятельности заемщиков. Агентские издержки финансовых посредников меняются эндогенно в течение делового цикла. Как правило, они возрастают при переходе к понижающей фазе деловой активности.
Разница между стоимостью внешних и внутренних финансовых ресурсов для заемщиков называется «премией за внешнее финансирование» (external finance premium). Ее значение положительно, однако оно подвержено значительным изменениям в зависимости от финансового положения заемщика. На практике премия зависит от финансового рычага, текущей ликвидности (отношения ликвидных активов к краткосрочному долгу), достаточности денежного потока для обслуживания совокупного долга.

## Механизм финансового акселератора
Премия за внешнее финансирование находится в обратной зависимости от чистого богатства заемщика (net worth). Последняя, в свою очередь, определяется как сумма ликвидных активов и залоговая стоимость прочих активов заемщика. Сокращение чистого богатства приводит к росту премии за внешнее финансирование при одновременном увеличении потребности в заемных средствах. В результате у заемщика могут уменьшиться объем выпуска продукции и текущие расходы (инвестиции).
Падение выпуска продукции негативно отражается на чистом богатстве, что еще больше осложняет доступ заемщика к внешнему финансированию. В этом проявляется действие финансового акселератора: возникает обратная связь между доступностью внешнего финансирования и выпуском продукции. Первичный шок, приведший к снижению чистого богатства заемщика, многократно усиливается, оказывая воздействие на производство и потребление (инвестиции). Таким образом, финансовый акселератор описывает, как финансовые факторы усиливают колебания делового цикла.